# Jerzy Tadeusz Mróz
Jerzy Tadeusz Mróz (ur. 1946 w Łodzi, zm. 17 lutego 2010 w Łodzi) – polski malarz, artysta współczesny.

## Życiorys
Absolwent Akademii Sztuk Pięknych im. Władysława Strzemińskiego w Łodzi na Wydziale Malarstwa (dyplom w 1970 r.) w pracowni prof. Mariana Jaeschke. Prace artysty były prezentowane na licznych wystawach zbiorowych i indywidualnych w kraju i za granicą m.in. we Francji, w Wielkiej Brytanii, Niemczech, Norwegii, Austrii, Hiszpanii, Szwecji i Danii. Uprawiał malarstwo olejne, akwarelę oraz rysunek. Obrazy Jerzego Mroza znajdują się w kolekcjach muzealnych oraz prywatnych w Polsce i innych krajach. Od 2000 roku w willi rodziny Mrozów w Łagiewnikach przy ul. Barokowej 14 w Łodzi prowadził autorską Galerię Jerzy Mróz, w której zorganizował wiele spotkań z twórcami kultury. W 2014 roku willa malarzy została sprzedana.
Artysta został pochowany 23 lutego 2010 roku na Starym Cmentarzu w Łodzi.

## Wystawy
- 1973: Galeria Teatru Wielkiego, Łódź
- 1976: Galeria „Pod Arkadami”, Tomaszów Mazowiecki
- 1977: Salon Sztuki Współczesnej, Łódź
- 1979: Galeria „Na Woli”, Warszawa
- 1979: Galeria „Depolma”, Düsseldorf
- 1980: Salon Sztuki Współczesnej BWA, Tarnów
- 1980: Salon Sztuki Współczesnej, Łódź
- 1982: Salon BWA, Wałbrzych
- 1983: Salon Sztuki Współczesnej, Opole
- 1984: Galeria „AGS”, Wesseling
- 1984: Galeria „Agora”, Kolonia
- 1985: Galeria Sztuki Współczesnej BWA, Wrocław
- 1985: Salon BWA, Toruń
- 1985: Salon BWA, Płock
- 1986: Polnisches Informations und Kulturzentrum, Berlin
- 1986: Galeria „Valmay”, Paryż
- 1988: Salon BWA, Zamość
- 1989: Galeria „Lubina”, Tonsberg
- 1989: Galeria „Desa”, Łódź[2]
- 1990: Gdańska Oficyna Sztuki, Gdańsk
- 1992: Galeria Sztuki Współczesnej, Warszawa
- 1993: Gdańska Oficyna Sztuki, Gdańsk
- 1994: Galeria „Kunstverein”, Wesseling
- 1995: Gdańska Oficyna Sztuki, Gdańsk
- 1996: Galeria „Na Piętrze”, Poznań
- 1997: Posk Gallery, Londyn
- 1997: Muzeum Okręgowe, Wałbrzych
- 1998: Galeria Sztuki K. Napiórkowska, Warszawa
- 1998: Galeria Sztuki Krystyna Kowalska, Wrocław
- 1999: Płocka Galeria Sztuki, Płock
- 2001: Galeria „Ars Nova”, Łódź
- 2007: Galeria Sztuki „Pod Basztą”, Nidzica
- 2008: Galeria „Ars Nova”, Łódź[3][4]

### Nagrody
- 1971: Medal Okręgu Łódzkiego ZPAP, Łódź
- 1972: Wyróżnienie w II Ogólnopolskim Konkursie Malarstwa, Łódź
- 1974: Wyróżnienie w XI Konkursie Grafiki i Rysunku Okręgu Łódzkiego ZPAP, Łódź
- 1974: II nagroda w I Ogólnopolskim Konkursie Malarskim im. Jana Spychalskiego, Poznań
- 1975: II nagroda w Ogólnopolskim Konkursie z okazji 30-lecia PRL, Warszawa
- 1975: Nagroda Ministra Kultury i Sztuki na VII Złotym Gronie, Zielona Góra;
- 1978: Stypendium Ministerstwa Kultury i Sztuki

### Rodzina
Mąż malarki Magdaleny Głowackiej-Mróz, z którą miał dwóch synów i córkę.